# 黒沢三郎
黒沢 三郎（くろさわ さぶろう、1905年6月21日 - 1996年2月22日）は、日本の経営者。八十二銀行頭取を務めた。

## 経歴
長野県南佐久郡八千穂村（現・佐久穂町）出身。
1929年に東京帝国大学経済学部経済学科を卒業し、同年に第十九銀行(のちの八十二銀行)に入行。1937年に常務を経て、1951年に副頭取に就任し、1973年5月には頭取に昇格。1975年12月に会長、1985年6月に取締役相談役を経て、1989年6月から相談役を務めた。
1977年4月に勲四等瑞宝章を受章し、1987年4月に勲三等瑞宝章を受章。
1996年2月22日肺炎のために死去。90歳没。